# Altopiano del Tinrhert
L'altopiano del Tinrhert o hamada del Tinrhert è un altopiano desertico dell'Algeria, situato nella wilaya di Illizi. Si trova ad un'altitudine di circa 549 m sul livello del mare ed è costituito da rocce calcaree.
È delimitato a nord dal Grande Erg orientale e a sud dal bacino di Illizi. La sua formazione risale al periodo cenomano-turoniano.